# المجلة التاريخية العربية للدراسات العثمانية
المجلة التاريخية العربية للدراسات العثمانية هي مجلة متخصصة في التاريخ العثماني، تصدر بتونس منذ عام 1990، وانتقل مقرها من مدينة زغوان إلى العاصمة عام 2004. تصدر هذه المجلة سنويا في عددين مزدوجين أو مفردين في حوالي تسعمائة صفحة.
أسس هذه المجلة المؤرخ الجامعي الأستاذ عبد الجليل التميمي، مدير ومؤسس مؤسسة التميمي للبحث العلمي والمعلومات. وتوجد للمجلة إلى جانبه هيئة استشارية تضم عددا من المتخصصين في التاريخ العثماني من بينهم المؤرخ التركي خليل الساحلي أوغلو.
تنشر المجلة التاريخية العربية للدراسات العثمانية باللغات العربية والإنجليزية والفرنسية بحوثا تهتم بتاريخ الولايات العربية خلال العهد العثماني. وذلك بمشاركة من باحثين عرب وأوروبين ومن أمريكا.